# Festival Ícaro
El Festival Ícaro es un festival internacional de cine nacido en Guatemala que se realiza en varios países de Centroamérica. Es organizado por Casa Comal Arte y Cultura y la Escuela de Cine Casa Comal, con el apoyo del Ministerio de Cultura y Deportes de Guatemala y el Congreso de la República de Guatemala.

## Historia del festival
En 1998 en Guatemala un grupo de realizadores audiovisuales decidió organizar el Primer Festival Ícaro y fue apoyado por los Ministerios de Cultura y Deportes y de Relaciones Exteriores de Guatemala, Universidades y canales de televisión. En el año 2000 el festival se convierte en uno centroamericano.
Su visión es unir Centroamérica a través del arte y la cultura. El festival facilita la comunicación intercultural, es formador de ciudadanía consciente de su realidad y cultura, aporta al desarrollo económico como parte de las industrias culturales y creativas y fomenta la educación para la interculturalidad.
El Festival Ícaro no cuenta con acreditación de la FIAPF.

## Países participantes
- Guatemala (oficial)
- Honduras (oficial)
- El Salvador (oficial)aaa
- Nicaragua (oficial)
- Costa Rica (oficial)
- Panamá (oficial)
- Internacional (países invitados de todo el mundo)

## Categorías
En el festival Ícaro compiten obras en las categorías:
- Largometraje de Ficción
- Cortometraje de Ficción
- Largometraje Documental
- Cortometraje Documental
- Cortometraje experimental
- Largometraje experimental
- Cortometraje de animación
- Largometraje de animación

## Premios Técnico-artísticos
Se otorgarán premios técnico-artísticos a:
- Mejor Director(a)
- Mejor Fotógrafo(a)
- Mejor Guionista
- Mejor Productor(a)
- Mejor Sonidista
- Mejor Editor
- Mejor Director(a) de Arte
- Mejor Actriz
- Mejor Actor

## Categorías Mundiales
Los realizadores del resto del mundo pueden participar en las siguientes categorías:
- Cortometraje de ficción extranjero.
- Cortometraje de ficción extranjero.
- Largometraje de ficción extranjero.
- Largometraje Documental Extranjero.
- Cortometraje Documental Extranjero.

## Ganadores 2019
- Mejor largometraje de ficción: "Temblores" por Jayro Bustamante (Guatemala) y "Dos Fridas" por Ishtar Yasin Gutiérrez (Costa Rica).
- Mejor largometraje documental: "La batalla del volcán" por Julio López Fernández (El Salvador).
- Mejor cortometraje de ficción: "Ombligo de Agua" por Laura Baumeister (Nicaragua).
- Mejor cortometraje documental: "Victoria" por William Reyes (Honduras).
- Mejor animación: "Mia y la roca perdida" por Ursula Echeverría (Guatemala).
- Mejor experimental: "Nothing but black" por Lars Kristoffer Hormander (Guatemala).